# Pawnee (grup humà)
Els pawnee (també paneassa, pari, pariki) són una tribu d'amerindis dels Estats Units de la llengua caddo, el nom de la qual procedeix de paariki, 'banya', i que s'anomenava chahiksichahik, 'home dels homes'. Actualment són la tribu reconeguda federalment Nació Pawnee d'Oklahoma i té quatre bandes confederades: els chaui, kitkehakhi, pitahawirata, i skidi.

## Localització
Vivien a la conca mitjana del riu Platte, a Nebraska. Viuen a Oakland, Comtat de Pawnee (Oklahoma), on comparteixen reserva amb els otoe, peoria i tonkawa. Pawnees notables foren Petalesharo, James Murie o White Eagle.

## Demografia
Cap al 1702 eren 2.000 famílies. Augmentaren a 10.000 el 1802, nombre que es mantingué estable el 1835, però les malalties i els atacs els delmaren a 2.447 individus el 1872 i a 1.521 el 1876, de manera que el 1900 només en restaven 649, i el 1960 només restaven 1.149 pawnee a Oklahoma, dels quals 670 vivien al territori de la reserva. El 1980 eren uns 2.300 a Oklahoma, dels quals 200 encara parlaven la llengua caddo, i alguns a Nebraska i Kansas.
Segons dades de la BIA el 1995, a la reserva pawnee hi vivien 954 individus (2.462 apuntats al rol tribal).
Segons dades del cens del 2000, hi ha 2.485 pawnees purs, 487 barrejats amb altres tribus, 1.246 barrejats amb altres races i 322 barrejats amb altres races i altres tribus. En total, 4.540 individus.

## Bandes

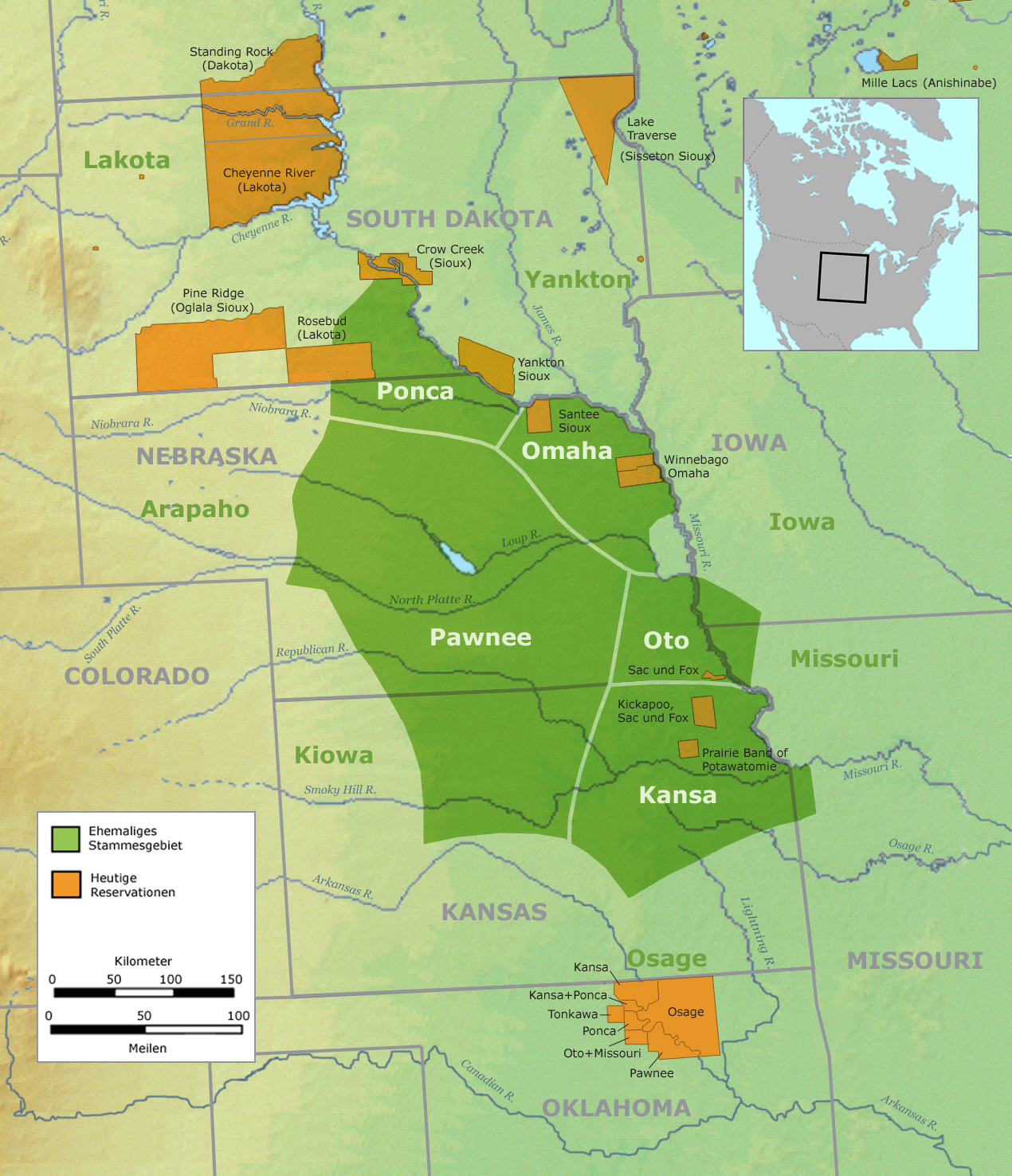
Territori tribal dels pawnee i tribus a Nebraska

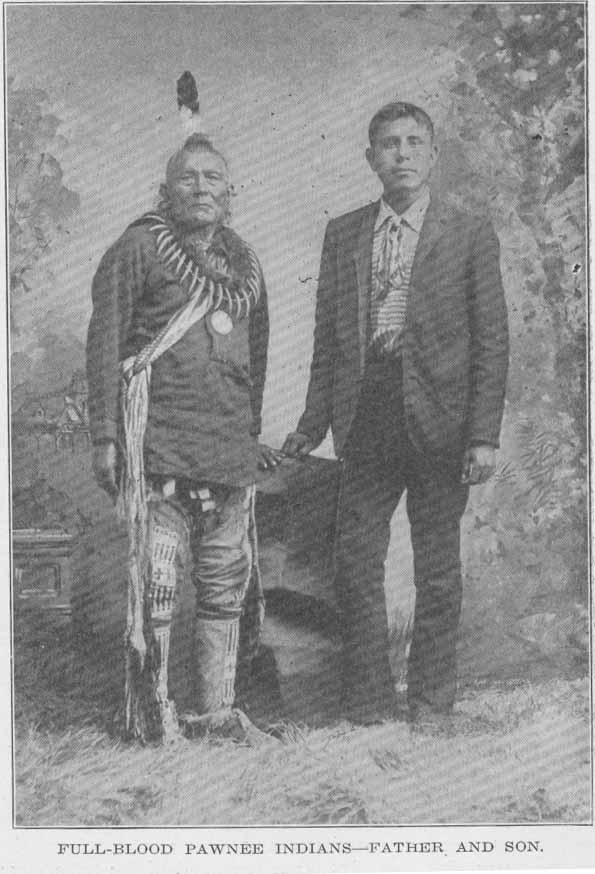
Pare i fill pawnee, 1912

Bandes del sud
- Chaui, chawi,[5] o tsawi (‘Gent del Mig’, també anomenats "Grand Pawnee")
- Kithehaki o kitkehaxki (‘Petita vila de fons fangós', sovint anomenats "Republican Pawnee")
- Pitahaureat o pitahawirata (‘Gent corrent baix’, ‘Home que va a orient’, derivat de Pita - ‘Home’ i Rata - ‘cridant’, els francesos els anomenaren "Tapage Pawnee" - ‘Pawnee Cridaners', més tard els nord-americxans "Noisy Pawnee")[6]
  - Pitahaureat, Pitahawirata,[5] (Pitahaureat propi, grup principal)
  - Kawarakis (derivat de l'arikara Kawarusha - ‘Cavall' i pawnee Kish - ‘Gent’, alguns Pawnee va argumentar que els Kawarakis parlaven com els arikara que vivien al nord, així que potser va pertànyer als refugiats (1794–1795) de l'agressió lakota que s'uniren al seu kin caddo que vivia al sud)

Skidi o Skiri (derivat de Tski'ki - ‘Llop’ o Tskirirara - ‘Llop en l'aigua’, a vegades anomenats "Loups", pels francesos i "Wolf Pawnee" pels americans), la banda més septentrional
- Turikaku (‘Vila del centre’)
- Kitkehaxpakuxtu (‘Vila antiga’ o ‘Vila vella de cabanes de terra’)
- Tuhitspiat (‘Vila que s'estreta a les terres baixes')
- Tukitskita (‘Vila a la branca del riu’)
- Tuhawukasa (‘Vila al llarg dels turons')
- Arikararikutsu (‘Grans banyes d'antílop’)
- Arikarariki (‘Petites banyes d'antílop’)
- Tuhutsaku (‘Vila en un barranc’)
- Tuwarakaku (‘Vila de fusta gruixuda’)
- Akapaxtsawa (‘Crani de bisó pintat en tipi’)
- Tskisarikus (‘Peix-falcó’)
- Tstikskaatit (‘Blat de moro negre,’)
- Turawiu (era només una part de la vila)
- Pahukstatu (‘Suc de carbassa’, no es va unir als skidi i continuaren independents políticament, però en general eren comptats com a Skidi)
- Tskirirara (‘Llop en aigua’, encara que la federació Skidi tenia aquest nom per a ells, es van mantenir políticament independents, tot i que eren comptats com a Skidi)
- Panismaha (també Panimaha, pel 1770 aquest grup de Skidis s'havia escindit i traslladat cap a Texas, on s'aliaren amb els taovaya, tonkawes, Yojuane i altres tribus de Texas)

## Costums

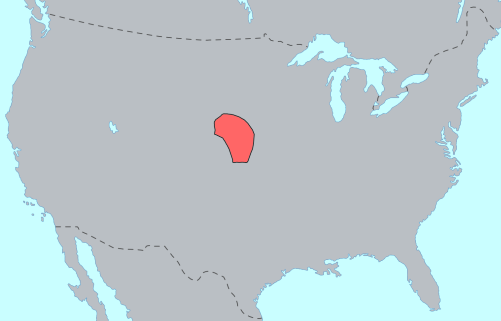
Pawnee

Vivien en cabanes còniques de troncs cobertes de terra com les dels arikares, hidatsa i mandans, de 9 a 15 metres de diàmetre i de 3 o 4 d'alt amb la llar al centre, llargues i en forma cupulada; però un cop l'any es dedicaven a la cacera del búfal i aleshores vivien en tipis de pell de búfal. La resta de l'any es dedicaven a l'agricultura de moresc, pèsols i cebes. Llur dansa més important era la «hako», que simbolitzava la bona voluntat entre les tribus. Llur unitat social era el llogarret. També feien terrissa, però decaigué quan adquiriren cavalls i armes de foc en el segle XVII-XVIII dels establiments espanyols del sud-oest. Les distincions de classe afavorien als cabdills, xamans i sacerdots.
Cada cabdill s'encarregava d'un mall sagrat, i els sacerdots s'encarregaven dels cants i ritus sagrats. També tenien societats militars i de cacera. Es casaven amb una dona del mateix llogarret. Cada llogarret tenia un embolcall sagrat que restava a cura del cabdill, a la principal casa del llogarret, i que era dut pel cap quan es reunia amb un altre cap. Això els servia per fer una Confederació tribal, i nomenar un Gran Cap.
Eren profundament religiosos, i creien que algunes estrelles eren déus, i crearen rituals per a obtenir llur presència, encara que també usaven l'astronomia per a coses quotidianes (com quan plantar el blat de moro). Els xamans s'agrupaven en una societat, i guarien malalts i prevenien la sequera i escassetat, alhora que creien en el poder de les oracions i dels ritus. Es reunien periòdicament per fer proves de màgia. Els embolcalls, però, eren a càrrec d'una casta independent de sacerdots, que aprenien de memòria els rituals, cançons i pregàries.

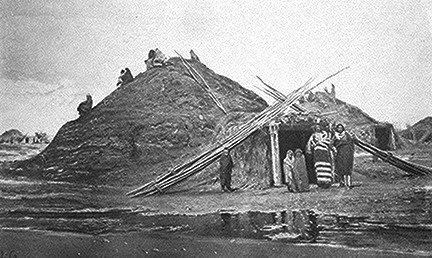
Habitatge pawnee

En general, els pawnee eren famosos entre les altres tribus per la seva filosofia mitològica. Creien que el Blat de Moro era com una Mare simbòlica font de tota vida, que havia aparegut al món en forma de dona i que la germinació de grans simbolitzava la vida, mitjançant la qual el Sol concedia les seves benediccions. Tirawa era la divinitat del poder suprem, representada per la volta celeste, i també creien en les estrelles de la nit i del matí, a les quals cada any recitaven llargs poemes rituals dirigits a invocar la seva presència, però també li oferien sacrificis humans; tenien un gran embolcall on guardaven els objectes sagrats rituals per a l'Estrella del Matí, i li immolaven una dona captiva per a obtenir bones collites; quan una partida agafava una jove supervivent, la vestia i arreglava bé pel sacrifici, tot arrancant-li el cor amb un ganivet i abandonant el cos a la planura, ritus que fou abolit el 1816 pel cap Petalesharo quan salvà una jove comanxe que anava a ser sacrificada.

## Govern
Hi ha aproximadament 3.240 pawnees registrats, dels quals 1.791 viuen a Oklahoma. La seu tribal es troba a Pawnee i la seva àrea jurisdiccional tribal ocupa parts dels comtats de Noble, Payne, i Pawnee. La constitució tribal estableix el govern de la Nació Pawnee d'Oklahoma. Aquest govern consisteix del Consell Nasharo, el Pawnee Business Council, i la Cort Suprema. Per a formar part de la tribu cal un mínim quàntum de sang d'una vuitena part.
El Consell Nasharo, també conegut com a "Consell de Caps" està format per vuit membres cadascun escollit cada quatre anys. Cada banda té dos representamts al Consell Nasharo escollits per membres de les bandes tribals Chaui, Kitkehahki, Pitahawirata i Skidi. El Consell Nasharo Council tindrà el dret de revisar tots els actes del Consell Empresarial Pawnee respecte a la Nació Pawnee d'Oklahoma i les reclamacions o drets de la Nació Pawnee d'Oklahoma que sorgeixin dels tractats entre la Nació Pawnee d'Oklahoma i els Estats Units d'acord amb la disposició inclosa en la Constitució de la Nació Pawnee.
El Consell Empresarial Pawnee és l'òrgan suprem de govern de la tribu Pawnee d'Oklahoma. Subjecte a les limitacions imposades per la Constitució i la llei federal aplicable, el Consell Empresarial Pawnee exercirà totes les facultats inherents, legals i convencionals de la Nació Pawnee d'Oklahoma per la promulgació de legislació, transaccions empresarials, i d'una altra manera parlar o actuar en nom de la Nació Pawnee d'Oklahoma en tots els assumptes que la Nació Pawnee d'Oklahoma està facultada per legislar, incloent l'autoritat per contractar un assessor legal per representar a la Nació Pawnee d'Oklahoma.

## Història
Es creu que procedien de més al sud, potser del golf de Mèxic, d'on marxaren més cap al nord, tot seguint el curs del Mississipi. Arribaren a Nou Mèxic en el segle xviii a la recerca de cebes, i s'enemistaren amb la Gran Nació Sioux perquè els atacaren per robar-los cavalls, armes i provisions. Aleshores vivien a Nebraska, on hi vivien unes 2.000 famílies en 20 llogarrets permanents, anomenats pels francesos Repúbliques Paunis. El 1626 contactaren amb els espanyols i el 1673 foren visitats pel francès Jacques Marquette. Posseïen cavalls i comerciaren amb els francesos fins al 1763, any en què, en passar tota Luisiana als anglesos, decaigué el comerç. Però el 1709 l'esclavatge de negres i pawnee era legal al Canadà.
Ajudaren als independentistes nord-americans contra els anglesos, i es mostraren amistosament amb ells després de la Compra de Louisiana del 1802. Des del 1803 van fer comerç amb el port de Saint Louis, i el 1804 foren visitats pels exploradors nord-americans Lewis i Clark als marges del Platte.
El cap skidi Petalesharo o Man Chief (1797-1841), fill del cabdill Knife Chief, i que el 1816 havia abolit el ritu de l'Estrella del Matí, va signar el 1818 el Tractat de pau de Saint Louis amb els EUA, i el 1821 va visitar el President Monroe amb una delegació de 60 pawnee. Alhora, el 1825 van reconèixer la sobirania dels EUA sobre llurs terres.
Van signar tractats de cessió de terres el 1833, pel qual abandonaren el sud del Platte i acceptaren un agent indi, i el 1848. El 1857 cediren llurs terres i acceptaren un territori a Nebraska, als marges del riu Loup, la reserva Pawnee. Tanmateix, els atacs dels sioux que els empentaven cap al sud, les epidèmies de verola i les plagues de llagosta els delmaren i reduïren. Molts s'allistaren a l'exèrcit com a exploradors en les campanyes contra sioux i xoixons del 1865-1880.
El cap chaui Petalesharo (1823-1874), partidari de respectar la pau amb els blancs i marxar cap a Oklahoma, fou assassinat per un dels seus per aquest motiu, però els pawnee marxaren el 1876 cap a Oklahoma. Quan Wovoka va predicar la Ghostdance entre els sioux, les males condicions de la reserva d'Oklahoma provocaren que aquesta religió s'estengués també entre ells, mercè la conversió el 1890 del líder skidi Mark Ridder i del líder kitkahahki Frank White (mort el 1893), qui fou empresonat i es convertí al culte del peyote. També una skidi anomenada Mrs. Washington va crear el 1892-93 els Seven Eagles Brothers, una versió pròpia del moviment. Alhora, el chaui Tahirussawichi (1830-?) va proporcionar informació als antropòlegs sobre la cerimònia «hako» i sobre el manteniment dels objectes sagrats el 1898-1900.
En els anys 80 el cap més destacat era Uncle Frank Davies, líder de la Native American Church entre els pawnee.